# Kolbäck
Kolbäck – miejscowość (tätort) w Szwecji, w regionie administracyjnym (län) Västmanland, w gminie Hallstahammar.
Według danych Szwedzkiego Urzędu Statystycznego liczba ludności wyniosła: 2034 (31 grudnia 2015), 2051 (31 grudnia 2018) i 2055 (31 grudnia 2019).